# نويز فاكتوري
نويز فاكتوري (بالإنجليزية: Noise Factory)‏ ، هي شركة يابانية لصناعة ألعاب الفيديو، أسست سنة 1998م وتقع مقرها في مدينة أوساكا اليابانية، تم إنتاج الألعاب والتي منها رايج أوف ذا دراغونز وسينغوكو 3 وغيرها.

## وصلات خارجية
- (باليابانية) Noise Factory Official Website